# Harriet Washington

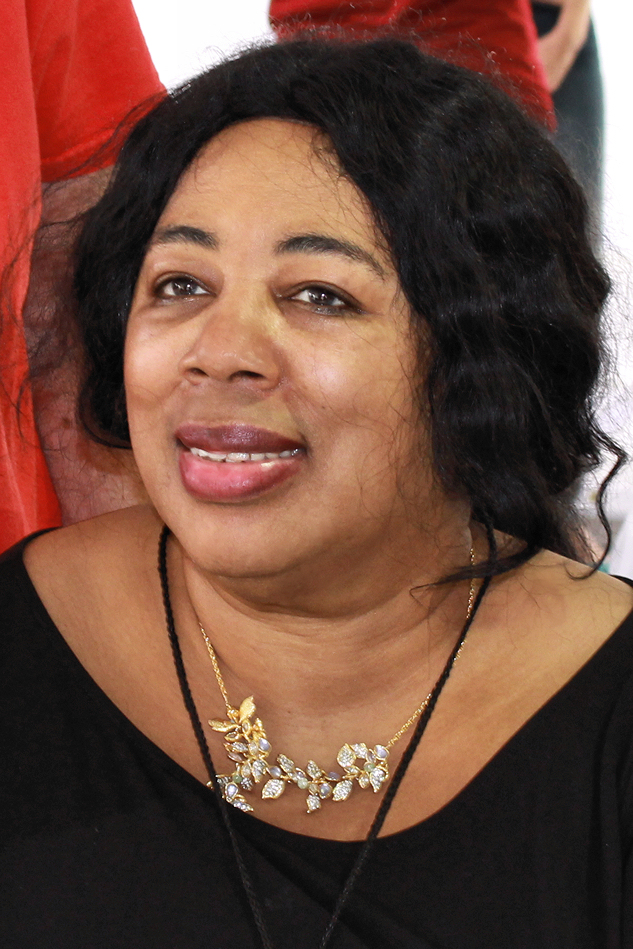
Harriet Washington 2015

Harriet A. Washington (* 5. Oktober 1951, Fort Dix, New Jersey, USA) ist eine US-amerikanische Journalistin, Autorin und Medizinethikerin. Ihr drittes Buch Medical Apartheid erschien 2006 und wurde mit dem National Book Critics Circle Award 2007 in der Sparte Sachtext (Nonfiction) ausgezeichnet.

## Karriere
Washington war Health and Science editor der in Rochester (New York) erscheinenden Tageszeitung Democrat and Chronicle. 1990 erhielt sie vom  Council for the Advancement of Science Writing die New Horizons Traveling Fellowship. Sie arbeitete anschließend als Page One editor bei der Zeitung USA Today und erhielt dann ein Stipendium (fellowship) von der Harvard T.H. Chan School of Public Health.
1997 erhielt sie die John S. Knight Fellowship an der Stanford University. 2002 wurde sie zum research fellow im Fach Medizinethik an der Harvard Medical School ernannt.
Ihr 2006 erschienenes Buch Medical Apartheid gilt als die erste vollständige Beschreibung der (oft unethischen) medizinischen Experimente und Menschenversuche, die an Afroamerikanern durchgeführt wurden. 2019 veröffentlichte sie das Buch A Terrible Thing to Waste: Environmental Racism and Its Assault on the American Mind. Darin beschreibt sie, wie arme Menschen überdurchschnittlich unter Umweltkatastrophen leiden.
Washington war Visiting Scholar am DePaul University College of Law und zeitweise ein Bennett Fellow am Black Mountain Institute der University of Nevada, Las Vegas (UNLV).

## Werke (Auswahl)
- 2000: Living Healthy with Hepatitis C: Natural and Conventional Approaches to Recover your Quality of Life (ISBN 978-0-440-23608-5)
- Burning Love: Big Tobacco Takes Aim at LGBT Youths (American Journal of Public Health) Juli 2002, Vol. 92, Issue 7, S. 1086–1095 (DOI:10.2105/ajph.92.7.1086)
- 2007: Medical Apartheid: The Dark History of Medical Experimentation on Black Americans from Colonial Times to the Present (ISBN 978-0-385-50993-0)
- 2011: Deadly Monopolies: The Shocking Corporate Takeover of Life Itself-And the Consequences for Your Health and Our Medical Future (ISBN 978-0-385-52892-4)
- 2015: Infectious Madness: The Surprising Science of How we “Catch” Mental Illness (ISBN 978-0-316-27780-8)
- 2019: A Terrible Thing to Waste: Environmental Racism and its Assault on the American Mind (ISBN 978-0-316-50943-5)

## Privatleben
Washington wurde auf der Joint Base McGuire–Dix–Lakehurst (New Jersey) geboren.
Sie machte 1976 an der University of Rochester einen B.A. in englischer Literatur und später einen M.A. in Journalismus an der Columbia University Graduate School of Journalism.
Sie lebt in Manhattan.
1992 heiratete sie Ron DeBose; dieser starb 2013.